# Rio Molopo
O rio Molopo (em africâner:  Moloporivier; em inglês:  Molopo River) é um rio da África do Sul e da Namíbia. É um rio estacionário que normalmente desaparece em áreas próximas do deserto de Kalahari mas que na época de chuvas excecionais pode chegar a alcançar o rio Orange. Tem um comprimento aproximado de 970 km e drena uma bacia de 367.201 km², pertencente ao Botsuana, Namíbia e África do Sul quase na mesma proporção (um terço cada um).
Molopo é um termo que em tswana ou setswana significa 'rio', sendo um caso claro de tautopónimo (topónimo pleonástico).